# پایتخت (فصل ۲)
پایتخت ۲ نام فصل دوم از مجموعهٔ تلویزیونی پایتخت است که در ایام نوروز سال ۱۳۹۲ از شبکه ۱ سیما پخش شد. این سریال با کارگردانی سیروس مقدم و با طراحی محسن تنابنده و نویسندگی کوروش نریمانی و حسن وارسته ساخته شده‌است.
پایتخت ۲ ۱۰دی ۱۳۹۱ با حضور عوامل سریال و سید علی‌اکبر طاهایی استاندار مازندران در خانه نقی با بازی محسن تنابنده در شهر شیرگاه کلید خورد.

## خلاصه داستان
نقی معمولی در گنبد و گلدسته سازی کار می‌کند و مسئولیت حمل یک گنبد و گلدسته را به روستایی در قشم با کامیون ارسطو پسرخاله اش بر عهده می‌گیرد. او با خانواده‌اش به همراه سرپرست بار راهی تهران می‌شوند تا گنبد و گلدسته را به صاحبش که در خانه سالمندان زندگی می‌کند نشان دهند و سپس به طرف مکان نصب بروند و…

## ایده اولیه کار
سیروس مقدم (کارگردان) دربارهٔ شکل‌گیری ایده ساخت این مجموعه بیان می‌دارد: دو سال پیش از شروع کار با محسن تنابنده در حاشیه جاده بابل به انبوهی از گنبد و گلدسته برخوردیم که نور خورشید تلألو زیبایی به آن داده بود. این تصویر ما را سحر کرد و ایده قسمت دوم پایتخت از همان‌جا ایجاد شد.

## بازیگران
- محسن تنابنده

- ریما رامین‌فر

- علیرضا خمسه

- احمد مهران‌فر

- لیندا کیانی

- مهران احمدی

- نسرین نصرتی

- هومن حاجی‌عبداللهی

- بهرام افشاری

- افسانه تهرانچی

- سلمان خطی

- سارا فرقانی اصل

- نیکا فرقانی اصل

- پدرام فیضی

- امیر جعفری

- پروین میکده
- مجید بهرامی
- مونا فرجاد
- عزت‌الله رمضانی‌فر
- اسماعیل سلطانیان
- حسین محب‌اهری
- رابعه مدنی
- فریبا طالبی
- محمدرضا غیاث‌آبادی
- بهمن هاشمی
- هدی ناصح
- اکبر وارث
- اردشیر کاظمی
- یوسف قربانی
- عصمت قجر
- هاشم روحانی
- محمدرضا عقدایی‌یزدی
- مهرانه به‌نهاد
- مهدی دانایی‌فر
- جواد فغان‌زاده
- حسین شیدایی‌فر
- رضا احتسابی
- سکینه شفافی
- سید ابراهیم عمادی

## جوایز و نامزدها
| جایزه                            | رده                                       | دریافت‌کننده | نتیجه |
| -------------------------------- | ----------------------------------------- | ----------- | ----- |
| چهاردهمین دوره جشن حافظ          |                                           |             |       |
| بهترین مجموعه تلویزیونی          | الهام غفوری                               | نامزدشده    |       |
| بهترین کارگردانی تلویزیونی       | سیروس مقدم                                | برنده       |       |
| بهترین فیلمنامه تلویزیونی        | محسن تنابنده و کوروش نریمانی و حسن وارسته | نامزدشده    |       |
| بهترین بازیگر مرد کمدی تلویزیونی | محسن تنابنده                              | برنده       |       |
| بهترین بازیگر مرد کمدی تلویزیونی | علیرضا خمسه                               | نامزدشده    |       |
| بهترین بازیگر مرد کمدی تلویزیونی | احمد مهرانفر                              | نامزدشده    |       |
| بهترین بازیگر زن کمدی تلویزیونی  | ریما رامین‌فر                              | نامزدشده    |       |

## دیدگاه‌ها

### مخالفان
- نماینده مردم ساری در مجلس دربارهٔ ساخت این سریال تصریح کرد: کاری که این صداوسیما انجام داده‌است، علیرغم همه تذکرات، این کار را حتی استعمارگران اروپایی در کشورهای آفریقایی وقتی مشغول غارت آن‌ها بودند، انجام ندادند.[۴]

### موافقان
امیر خوراکیان رئیس سازمان فرهنگی هنری شهرداری تهران اظهار کرد که این سریال علاوه بر نکات مثبت به مفهوم خانواده پرداخت. ما نیز دو سال است در سازمان فرهنگی هنری شهرداری تهران به صورت کارشناسی به دنبال نهادینه کردن خانواده هستیم. برای این گروه آرزوی موفقیت دارم و در کارهای آتی هم حاضر هستیم در کار آن‌ها مشارکت کنیم.

## اعتراض‌ها
مخالفت‌هایی با این سریال شده‌است که می‌توان ۲ بار تجمع در مقابل استانداری مازندران، تجمع اعتراض‌آمیز در قائم‌شهر، نامه برخی از نمایندگان مجلس و مخالفت علنی برخی از پرسنل استانداری مازندران، مخالفت برخی از نشریات و وب سایت‌ها، فعالیت‌های پراکنده مخالفان در اینترنت و برخورد و درگیری‌های پراکنده مردم با افرادی که تقلیدکننده رفتار سریال پایتخت می‌باشند را ذکر کرد که در مجموع پس از ساخت پایتخت ۳، صدا و سیما ایران مجوز ساخت پایتخت ۴ را صادر نکرد و عملاً مخالف روند ساخت آن شد

## حاشیه‌ها
- گنبد و گلدسته مورد استفاده در این مجموعه تلویزیونی، پس از پایان فیلمبرداری به مسجدی در استان فارس و در شهرستان پاسارگاد، به مسجدی که فاقد گنبد و گلدسته بود اهدا شد.[۶]
- پس از پایان ضبط صحنه‌های مربوط به جزیره قشم، تعدادی از عوامل فیلمبرداری با کامیون به تهران بازگشتند. در خلال تصادف کامیون حامل عوامل سازنده این فیلم که در ساعت ۹ صبح ۱ فروردین ۱۳۹۲ و در جاده سیرجان به کرمان رخ داد، ۳ نفر از گروه تدارکات این سریال مجروح شدند که در سخت‌ترین مورد یکی از پاهای فردی به نام جواد باقری از زانو قطع شد.[۷]